# Condado de Hutchinson (Texas)
O condado de Hutchinson é um dos 254 condados do Estado americano do Texas. A sede do condado é Stinnett, e sua maior cidade é Stinnett.
O condado possui uma área de 2 318 km² (dos quais 20 km² estão cobertos por água), uma população de 23 857 habitantes, e uma densidade populacional de 10 hab/km² (segundo o censo nacional de 2000).
O condado foi fundado em 1876.